# Pedro Ribeiro
Pedro Ribeiro és un muntador i editor de cinema portuguès. Ha treballat en pel·lícules espanyoles com La noche de los girasoles, per la que fou nominat al millor muntatge al Medalles del Cercle d'Escriptors Cinematogràfics de 2006. Dins del cinema portuguès ha guanyat dos Prémios Sophia de l'Acadèmia Portuguesa per Os Gatos Não Têm Vertigens (al millor muntatge, 2015) i Variações (al millor tràiler, 2019).

## Filmografia

### Muntador
- 1994 - Manual de Evasão
- 1995 - Adão e Eva
- 1996 - Vende-se Barato (curtmetratge)
- 1996 - O Judeu
- 1997 - O Prego (curtmetratge)
- 1997 - Inês de Portugal
- 1997 - Tentação
- 1997 - O Apartamento (curtmetratge)
- 1998 - No Caminho para a Escola (curtmetratge)
- 1998 - Fintar o Destino
- 1998 - A Sombra dos Abutres
- 1998 - Zona J
- 1999 - Natal 71 (documental)
- 1999 - Golpe de Asa (curtmetratge)
- 1999 - Camaradagem (telefilm)
- 1999 - ...Quando Troveja
- 1999 - O Ralo (curtmetratge)
- 1999 - Inferno
- 2000 - Retrato em Fuga (curtmetratge)
- 2000 - O Passeio (curtmetratge)
- 2000 - Alta Fidelidade (telefilm)
- 2000 - Monsanto (telefilm)
- 2000 - O Lampião da Estrela (telefilm)
- 2000 - A Noiva (telefilm)
- 2000 - Entre Nós (curtmetratge)
- 2001 - Acordar (curtmetratge)
- 2001 - Duplo Exílio
- 2002 - A Bomba
- 2003 - O Meu Sósia e Eu (telefilm)
- 2004 - O Outro Lado do Arco-Íris (curtmetratge)
- 2004 - Portugal S.A.
- 2005 - Até Amanhã, Camaradas (minisèrie de TV)
- 2005 - Los nombres de Alicia
- 2005 - Um Tiro no Escuro
- 2006 - Coisa Ruim
- 2006 - La noche de los girasoles
- 2006 - Filme da Treta
- 2006 - 20,13 Purgatório
- 2007 - The Lovebirds
- 2007 - Julgamento
- 2007 - Call Girl
- 2008 - Goodnight Irene
- 2009 - A Esperança Está Onde Menos Se Espera
- 2010 - A Bela e o Paparazzo
- 2010 - O Dez (telefilm)
- 2010 - O Segredo de Miguel Zuzarte (telefilm)
- 2010 - A Noite do Fim do Mundo (telefilm)
- 2011 - Dilemma (curtmetratge)
- 2011 - Je m'appelle Bernadette

### Productor
- 2006 - Filme da Treta